# Episodi di Soy Luna (terza stagione)
La prima stagione di Soy Luna, in America Latina, è stata divisa in due parti da 30 episodi, la prima è andata in prima TV dal 16 aprile 2018 al 25 maggio 2018, la seconda dal 9 luglio 2018 al 17 agosto 2018. In Italia la prima è andata in onda dal 28 maggio 2018 al 6 luglio 2018 e infine la seconda che è andata in onda dal 24 settembre 2018 al 2 novembre 2018.
| n°                                | Titolo originale                                    | Titolo italiano                     | Prima TV America Latina | Prima TV Italia   | Prima TV Rai Gulp |
| --------------------------------- | --------------------------------------------------- | ----------------------------------- | ----------------------- | ----------------- | ----------------- |
| Prima parte: Una vuelta más       |                                                     |                                     |                         |                   |                   |
| 1                                 | El regreso, sobre ruedas                            | Il ritorno a villa Benson           | 16 aprile 2018          | 28 maggio 2018    | 21 gennaio 2019   |
| 2                                 | Una fiesta en la mansión, sobre ruedas              | Il futuro del Roller                | 17 aprile 2018          | 29 maggio 2018    | 22 gennaio 2019   |
| 3                                 | Los Red Sharks, sobre ruedas                        | Un'allenatrice per i Red Sharks     | 18 aprile 2018          | 30 maggio 2018    | 23 gennaio 2019   |
| 4                                 | Una propuesta de Gary, sobre ruedas                 | Spalle al muro                      | 19 aprile 2018          | 31 maggio 2018    | 24 gennaio 2019   |
| 5                                 | Un patinador misterioso, sobre ruedas               | Chi dorme non piglia pesci          | 20 aprile 2018          | 1º giugno 2018    | 25 gennaio 2019   |
| 6                                 | Una traición, sobre ruedas                          | Scelte difficili                    | 23 aprile 2018          | 4 giugno 2018     | 26 gennaio 2019   |
| 7                                 | ¿Matteo se va del Roller?, sobre ruedas             | Il segreto di Sharon                | 24 aprile 2018          | 5 giugno 2018     | 27 gennaio 2019   |
| 8                                 | El regreso de Sharon, sobre ruedas                  | Una canzone magica                  | 25 aprile 2018          | 6 giugno 2018     | 28 gennaio 2019   |
| 9                                 | Una habitación misteriosa, sobre ruedas             | In attesa dell'Open                 | 26 aprile 2018          | 7 giugno 2018     | 29 gennaio 2019   |
| 10                                | Una confusión de sentimientos, sobre ruedas         | Cuore e Batticuore                  | 27 aprile 2018          | 8 giugno 2018     | 30 gennaio 2019   |
| 11                                | El fin de Gastina, sobre ruedas                     | L'addio di Gaston                   | 30 aprile 2018          | 11 giugno 2018    | 31 gennaio 2019   |
| 12                                | Un espía, sobre ruedas                              | Un amore segreto                    | 1º maggio 2018          | 12 giugno 2018    | 1º febbraio 2019  |
| 13                                | Un entrenamiento secreto, sobre ruedas              | Lo stratagemma                      | 2 maggio 2018           | 13 giugno 2018    | 2 febbraio 2019   |
| 14                                | Encerrados, sobre ruedas                            | Spie e bugie                        | 3 maggio 2018           | 14 giugno 2018    | 3 febbraio 2019   |
| 15                                | Un videoclip borrado, sobre ruedas                  | Un video spaziale                   | 4 maggio 2018           | 15 giugno 2018    | 4 febbraio 2019   |
| 16                                | Un vídeo revelador, sobre ruedas                    | Amici nemici                        | 7 maggio 2018           | 18 giugno 2018    | 5 febbraio 2019   |
| 17                                | Gary descubre la verdad, sobre ruedas               | Gary non lo deve sapere             | 8 maggio 2018           | 19 giugno 2018    | 6 febbraio 2019   |
| 18                                | El despido de Juliana, sobre ruedas                 | Ascolta il tuo cuore                | 9 maggio 2018           | 20 giugno 2018    | 7 febbraio 2019   |
| 19                                | Un abrazo, sobre ruedas                             | La strana coppia                    | 10 maggio 2018          | 21 giugno 2018    | 8 febbraio 2019   |
| 20                                | Un duelo, sobre ruedas                              | Un passo dal cielo                  | 11 maggio 2018          | 22 giugno 2018    | 9 febbraio 2019   |
| 21                                | Una falsa relación, sobre ruedas                    | Bembar                              | 14 maggio 2018          | 25 giugno 2018    | 10 febbraio 2019  |
| 22                                | Invitadas especiales, sobre ruedas                  | Una visita speciale                 | 15 maggio 2018          | 26 giugno 2018    | 11 febbraio 2019  |
| 23                                | Los preparativos del Open Music, sobre ruedas       | La clausola di Gary                 | 16 maggio 2018          | 27 giugno 2018    | 12 febbraio 2019  |
| 24                                | Un cuadro, sobre ruedas                             | Il cuore vince su tutto             | 17 maggio 2018          | 28 giugno 2018    | 13 febbraio 2019  |
| 25                                | Un Open Music en la mansión, sobre ruedas (Parte 1) | Dalle stelle alle stelle            | 18 maggio 2018          | 29 giugno 2018    | 14 febbraio 2019  |
| 26                                | Un Open Music en la mansión, sobre ruedas (Parte 2) | Chi è la prossima?                  | 21 maggio 2018          | 2 luglio 2018     | 15 febbraio 2019  |
| 27                                | Un cuadro desaparecido, sobre ruedas                | Segreti malcelati                   | 22 maggio 2018          | 3 luglio 2018     | 16 febbraio 2019  |
| 28                                | Una subasta en la mansión, sobre ruedas             | Passi falsi                         | 23 maggio 2018          | 4 luglio 2018     | 17 febbraio 2019  |
| 29                                | Red Sharks Festival, sobre ruedas (Parte 1)         | Fidati di me                        | 24 maggio 2018          | 5 luglio 2018     | 18 febbraio 2019  |
| 30                                | Red Sharks Festival, sobre ruedas (Parte 2)         | Chi è di scena?                     | 25 maggio 2018          | 6 luglio 2018     | 19 febbraio 2019  |
| Seconda parte: Todo puede cambiar |                                                     |                                     |                         |                   |                   |
| 31                                | El accidente de Matteo, sobre ruedas                | L'arresto                           | 9 luglio 2018           | 24 settembre 2018 | 20 febbraio 2019  |
| 32                                | Un arresto, sobre ruedas                            | Il sogno infranto                   | 10 luglio 2018          | 25 settembre 2018 | 21 febbraio 2019  |
| 33                                | Amnesia, sobre ruedas                               | Arrivederci Juliana                 | 11 luglio 2018          | 26 settembre 2018 | 22 febbraio 2019  |
| 34                                | ¿Adiós Red Sharks?, sobre ruedas                    | Una strana proposta                 | 12 luglio 2018          | 27 settembre 2018 | 23 febbraio 2019  |
| 35                                | Una propuesta complicada, sobre ruedas              | Gary contro tutti                   | 13 luglio 2018          | 28 settembre 2018 | 24 febbraio 2019  |
| 36                                | Una nueva casa para la Roller Band, sobre ruedas    | Divide et impera                    | 16 luglio 2018          | 1º ottobre 2018   | 25 febbraio 2019  |
| 37                                | Bienvenido Michel, sobre ruedas                     | Addio Nico                          | 17 luglio 2018          | 2 ottobre 2018    | 26 febbraio 2019  |
| 38                                | Un sospechoso, sobre ruedas                         | Lo scrigno della verità             | 18 luglio 2018          | 3 ottobre 2018    | 27 febbraio 2019  |
| 39                                | Una nueva encargada del Roller, sobre ruedas        | Il nuovo capo                       | 19 luglio 2018          | 4 ottobre 2018    | 28 febbraio 2019  |
| 40                                | Un Flash-Open, sobre ruedas                         | Equivoci del cuore                  | 20 luglio 2018          | 5 ottobre 2018    | 1º marzo 2019     |
| 41                                | ¿Un nuevo amor?, sobre ruedas                       | Vicini alla verità                  | 23 luglio 2018          | 8 ottobre 2018    | 2 marzo 2019      |
| 42                                | Un numero falso de teléfono, sobre ruedas           | Un'amicizia in crisi                | 24 luglio 2018          | 9 ottobre 2018    | 3 marzo 2019      |
| 43                                | Una identidad falsa, sobre ruedas                   | Aspettative                         | 25 luglio 2018          | 10 ottobre 2018   | 4 marzo 2019      |
| 44                                | La nueva identidad de Sharon, sobre ruedas          | La chiave perduta                   | 26 luglio 2018          | 11 ottobre 2018   | 5 marzo 2019      |
| 45                                | ¿Matteo o Michel?, sobre ruedas                     | Rivelazioni                         | 27 luglio 2018          | 12 ottobre 2018   | 6 marzo 2019      |
| 46                                | Amores confundidos, sobre ruedas                    | Il ritorno di Juliana               | 30 luglio 2018          | 15 ottobre 2018   | 7 marzo 2019      |
| 47                                | Un beso inesperado, sobre ruedas                    | Il bacio rubato                     | 31 luglio 2018          | 16 ottobre 2018   | 8 marzo 2019      |
| 48                                | La competencia se acerca, sobre ruedas              | Michel o Matteo?                    | 1º agosto 2018          | 17 ottobre 2018   | 9 marzo 2019      |
| 49                                | Una decisión, sobre ruedas                          | La vendetta di Maggie               | 2 agosto 2018           | 18 ottobre 2018   | 10 marzo 2019     |
| 50                                | Una fiesta mexicana, sobre ruedas                   | Una Roller Jam speciale             | 3 agosto 2018           | 19 ottobre 2018   | 11 marzo 2019     |
| 51                                | Una duda, sobre ruedas                              | Lutteo o non Lutteo?                | 6 agosto 2018           | 22 ottobre 2018   | 12 marzo 2019     |
| 52                                | Un anillo perdido, sobre ruedas                     | Sogni finiti?                       | 7 agosto 2018           | 23 ottobre 2018   | 13 marzo 2019     |
| 53                                | Ámbar regresa al equípo, sobre ruedas               | Yam in crisi                        | 8 agosto 2018           | 24 ottobre 2018   | 14 marzo 2019     |
| 54                                | Un cómplice, sobre ruedas                           | Non si sfugge dall'amore            | 9 agosto 2018           | 25 ottobre 2018   | 15 marzo 2019     |
| 55                                | Los secretos empiezan a revelarse, sobre ruedas     | Temporale in vista                  | 10 agosto 2018          | 26 ottobre 2018   | 16 marzo 2019     |
| 56                                | Un nuevo paso, sobre ruedas                         | Il ritorno di Lutteo                | 13 agosto 2018          | 29 ottobre 2018   | 17 marzo 2019     |
| 57                                | Una noticia, sobre ruedas                           | Finalmente la felicità              | 14 agosto 2018          | 30 ottobre 2018   | 18 marzo 2019     |
| 58                                | Una idea, sobre ruedas                              | Trame nell'ombra                    | 15 agosto 2018          | 31 ottobre 2018   | 19 marzo 2019     |
| 59                                | Un incendio, sobre ruedas                           | L'incendio                          | 16 agosto 2018          | 1º novembre 2018  | 20 marzo 2019     |
| 60                                | Patinamos por una última vez                        | Per chi vola altro la paura non c'è | 17 agosto 2018          | 2 novembre 2018   | 21 marzo 2019     |